# Qualificazioni al campionato europeo maschile under 21 di calcio 2011 - Gruppo 10

## Classifica
| Squadra     | P.ti | G | V | N | P | F  | S  | DR  |
| ----------- | ---- | - | - | - | - | -- | -- | --- |
| Scozia      | 17   | 8 | 5 | 2 | 1 | 16 | 7  | +9  |
| Bielorussia | 17   | 8 | 5 | 2 | 1 | 16 | 11 | +5  |
| Austria     | 14   | 8 | 4 | 2 | 2 | 17 | 11 | +6  |
| Albania     | 4    | 8 | 1 | 1 | 6 | 11 | 20 | -9  |
| Azerbaigian | 4    | 8 | 1 | 1 | 6 | 8  | 19 | -11 |

## Risultati
| Arbitro: | Dumitru Aurelian Bogaciu |

|  |           |                    |
|  | Marcatori | 85’ (rig.) Maguire |

| Arbitro: | Sándor Szabó |

|                                                                |           |                   |
| Goodwillie 36’ Maguire 51’ Shinnie 54’ Murphy 75’ McGinn 90+1’ | Marcatori | 73’ Hysa 89’ Vila |

| Arbitro: | Vlado Svilokos |

|                            |           |              |
| Yurchenko 6’ Filipenko 61’ | Marcatori | 30’ Beichler |

| Arbitro: | Stefano Podeschi |

|              |           |  |
| Karabeci 63’ | Marcatori |  |

| Arbitro: | Tom Harald Hagen |

|             |           |  |
| Weimann 57’ | Marcatori |  |

| Arbitro: | Mario Vlk |

|                              |           |                                     |
| Abdullayev 26’ Narimanov 66’ | Marcatori | 37’ Sivakov 43’ Karpovich 55’ Rėkiš |

| Arbitro: | Artyom Kuchin |

|                         |           |           |
| Nuhiu 3’ 13’ Weimann 5’ | Marcatori | 41’ Roshi |

| Arbitro: | Meir Levi |

|              |           |                                       |
| Soltanov 34’ | Marcatori | 90’ (pen.) Margreitter 90+3’ Grünwald |

| Arbitro: | Rusmir Mrkovic |

|              |           |  |
| Murphy 90+2’ | Marcatori |  |

| Arbitro: | Johannes Valgeirsson |

|                                             |           |                     |
| Nyakhaychyk 25’ Voronkov 38’ 72’ Skavyš 41’ | Marcatori | 75’ Januzi 78’ Hysa |

| Arbitro: | Tomasz Mikulski |

|                     |           |                                  |
| Sykaj 19’ Roshi 51’ | Marcatori | 52’ (aut.) Samina 79’ Perstaller |

| Arbitro: | Dragomir Stanković |

|  |           |                                    |
|  | Marcatori | 26’ 54’ Murphy 36’ Arfield 83’ Loy |

| Arbitro: | Jérôme Laperriere |

|           |           |               |
| Roshi 76’ | Marcatori | 8’ 38’ Skavyš |

| Arbitro: | Alexander Gvardis |

|                               |           |  |
| Nuhiu 10’ 19’ 79’ Weimann 83’ | Marcatori |  |

| Arbitro: | Ken Henry Johnsen |

|                                  |           |                            |
| Maguire 32’ (rig.) Griffiths 66’ | Marcatori | 13’ Hacıyev 65’ Abdullayev |

| Arbitro: | Carlos Clos Gómez |

|                                       |           |                           |
| Nuhiu 29’ Arnautovic 35’ Grünwald 44’ | Marcatori | 31’ Sivakov 75’ 90’ Rėkiš |

| Arbitro: | Antti Munukka |

|                |           |                    |
| Nekhaychik 36’ | Marcatori | 64’ (rig.) Maguire |

| Arbitro: | Marios Panayi |

|                                       |           |                          |
| Soltanov 17’ Seyidov 37’ Gurbanov 43’ | Marcatori | 45’ Cikalleshi 88’ Balaj |

| Arbitro: | Stavros Tritsonis |

|                |           |  |
| Nekhaychik 76’ | Marcatori |  |

| Arbitro: | Antony Gautier |

|                        |           |                |
| Bannan 29’ Maguire 89’ | Marcatori | 10’ Arnautović |